# Mercure

Logo

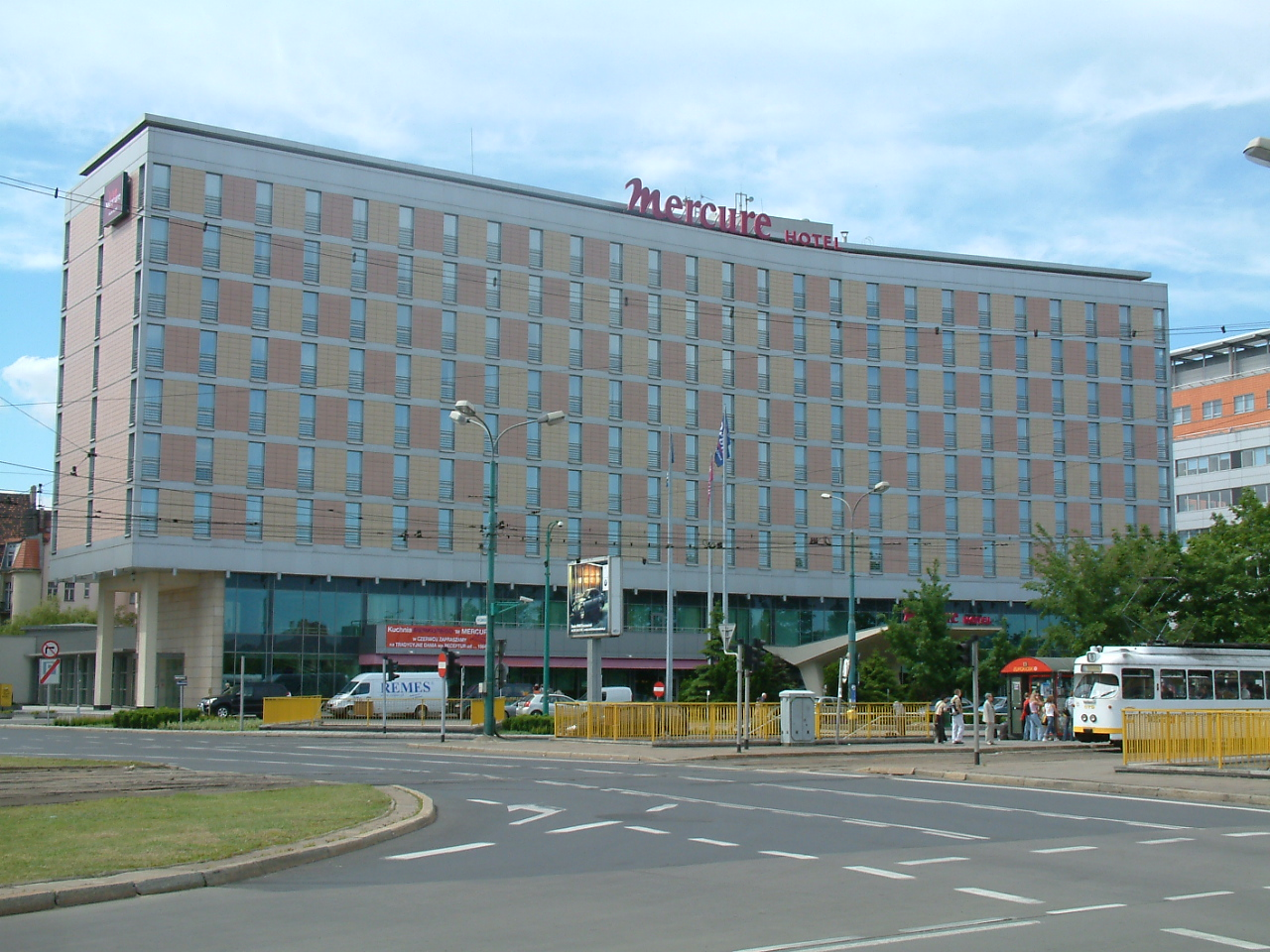
Hotel Mercure Poznań Centrum

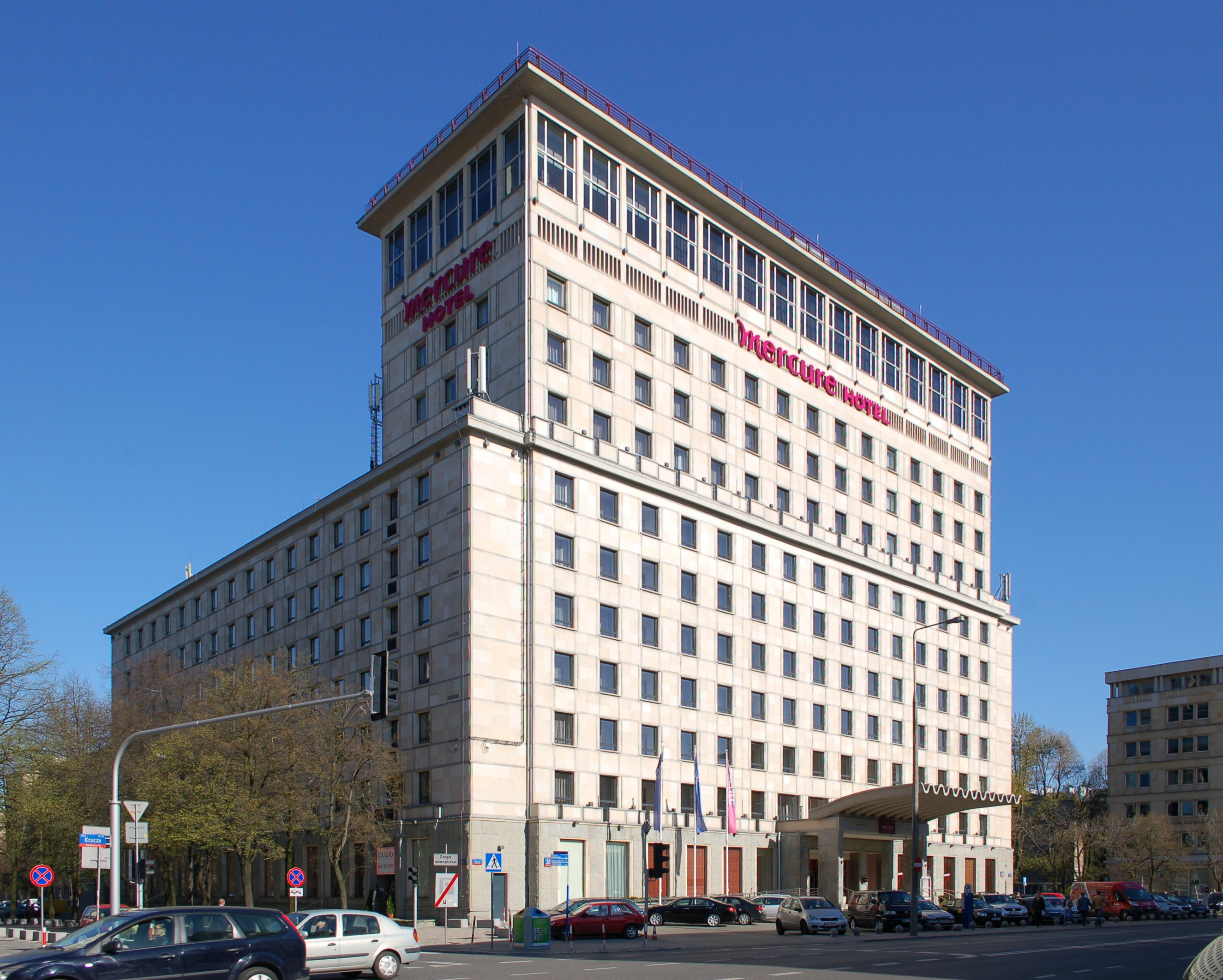
Hotel Mercure Warszawa Grand

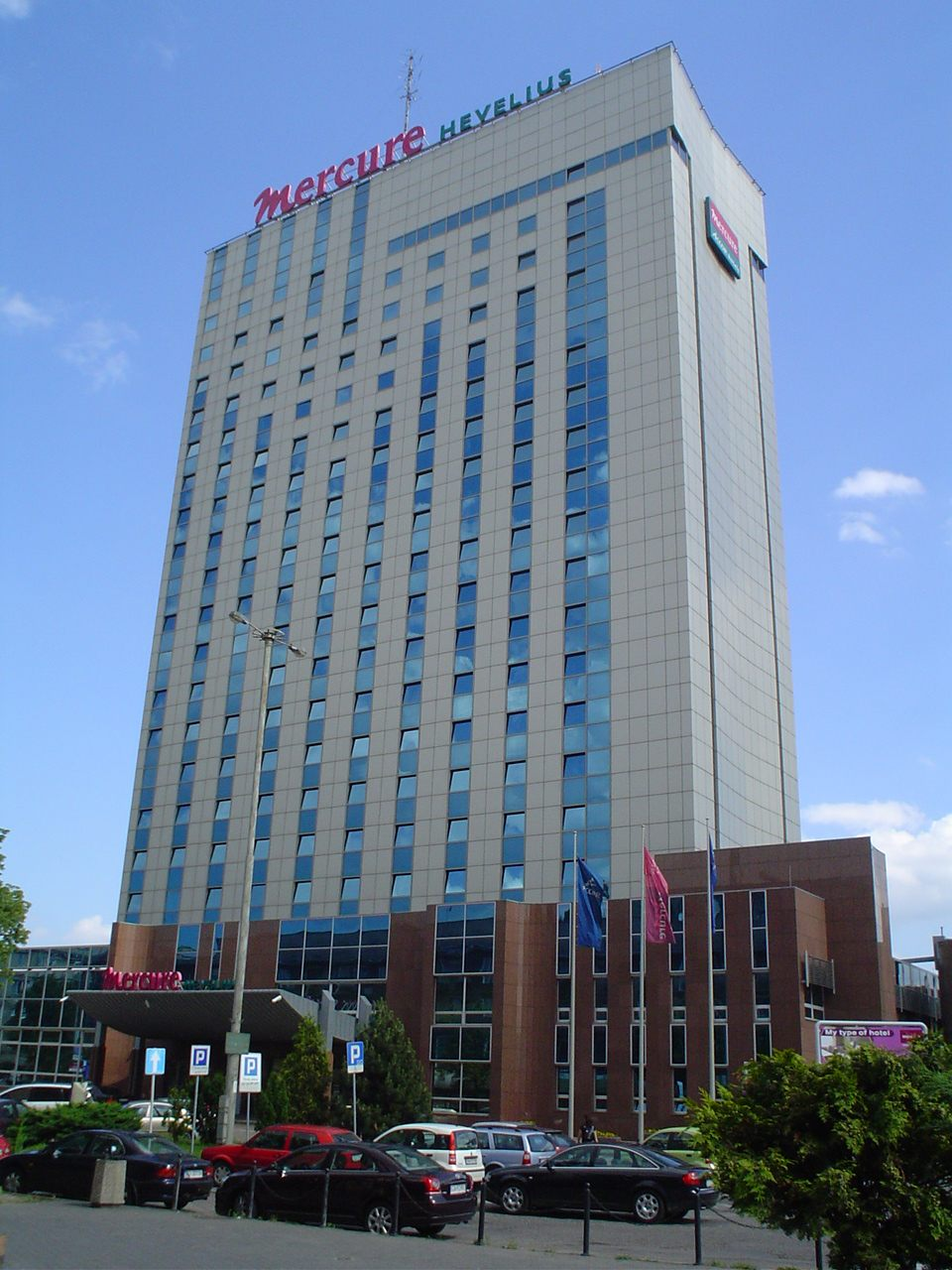
Hotel Mercure Gdańsk Stare Miasto

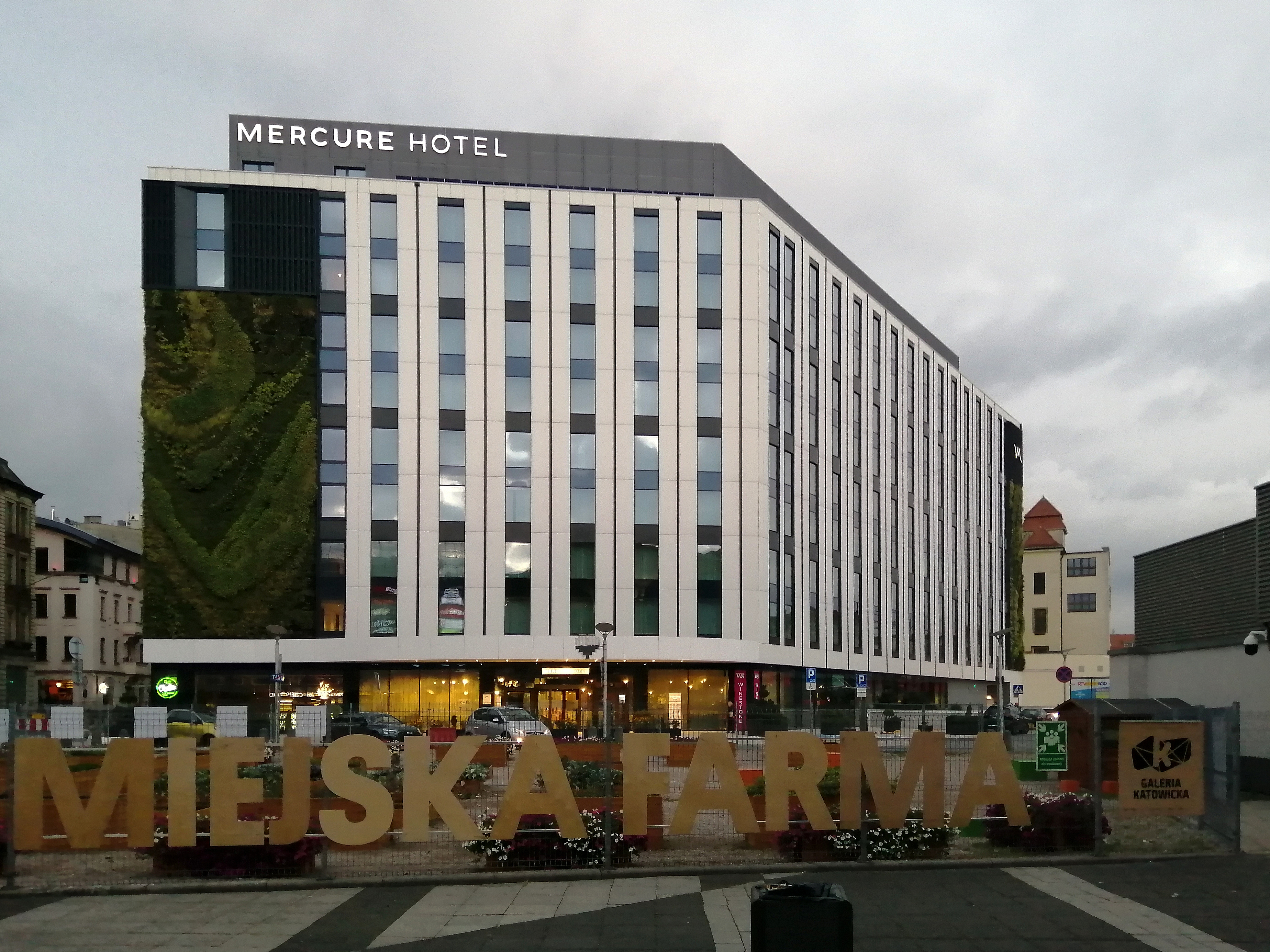
Hotel Mercure Katowice Centrum

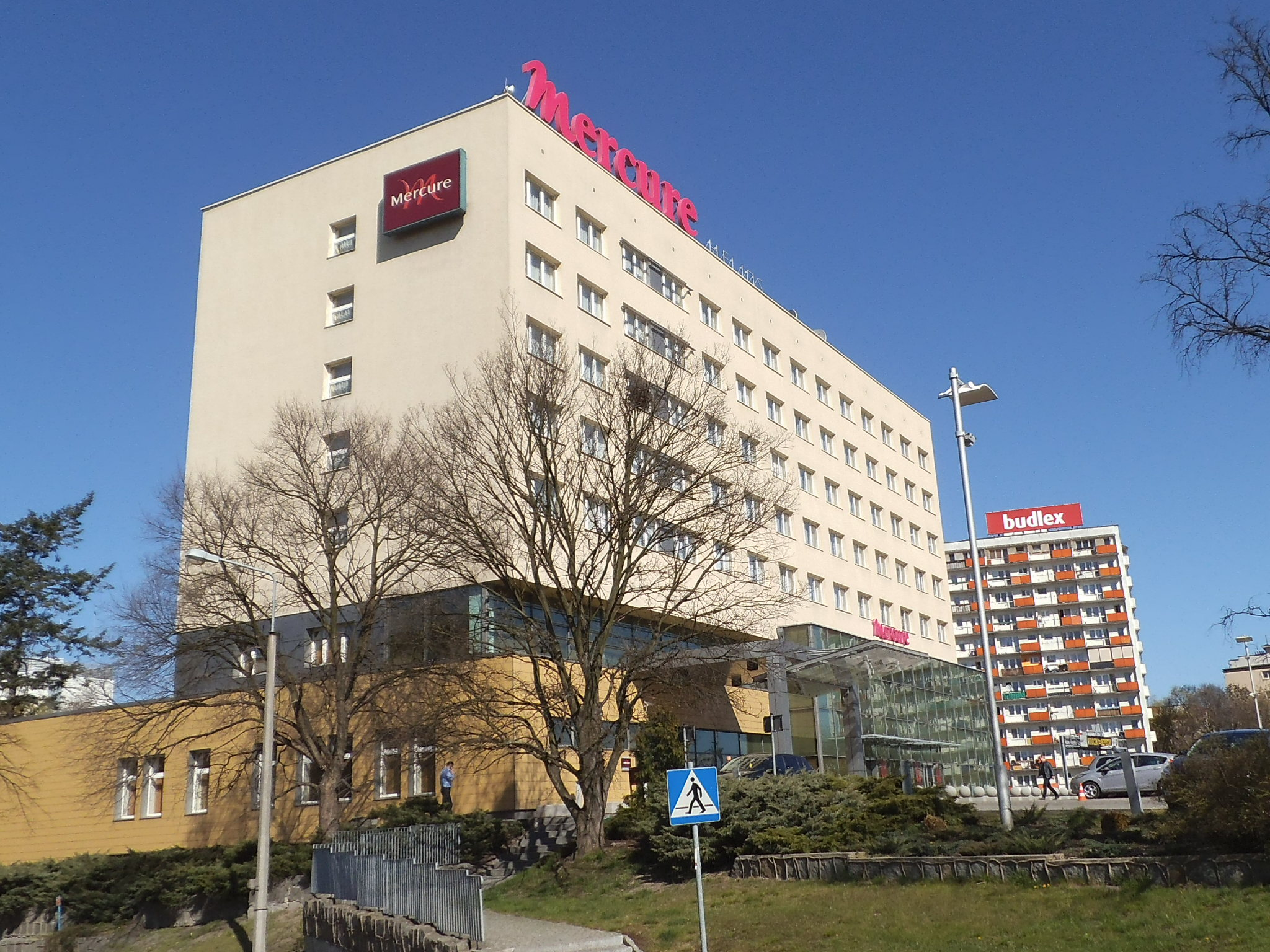
Hotel Mercure Toruń Centrum

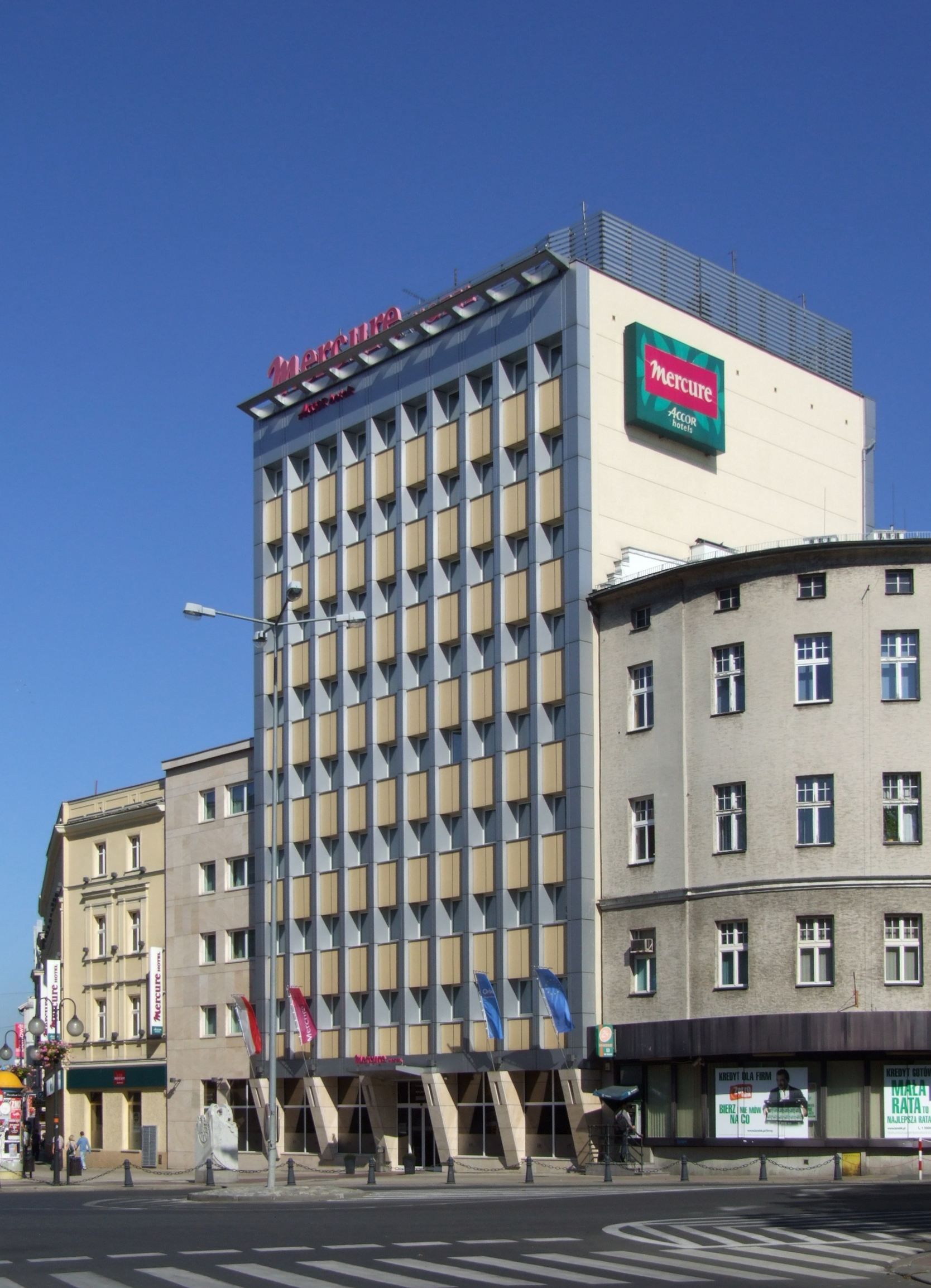
Mercure Opole

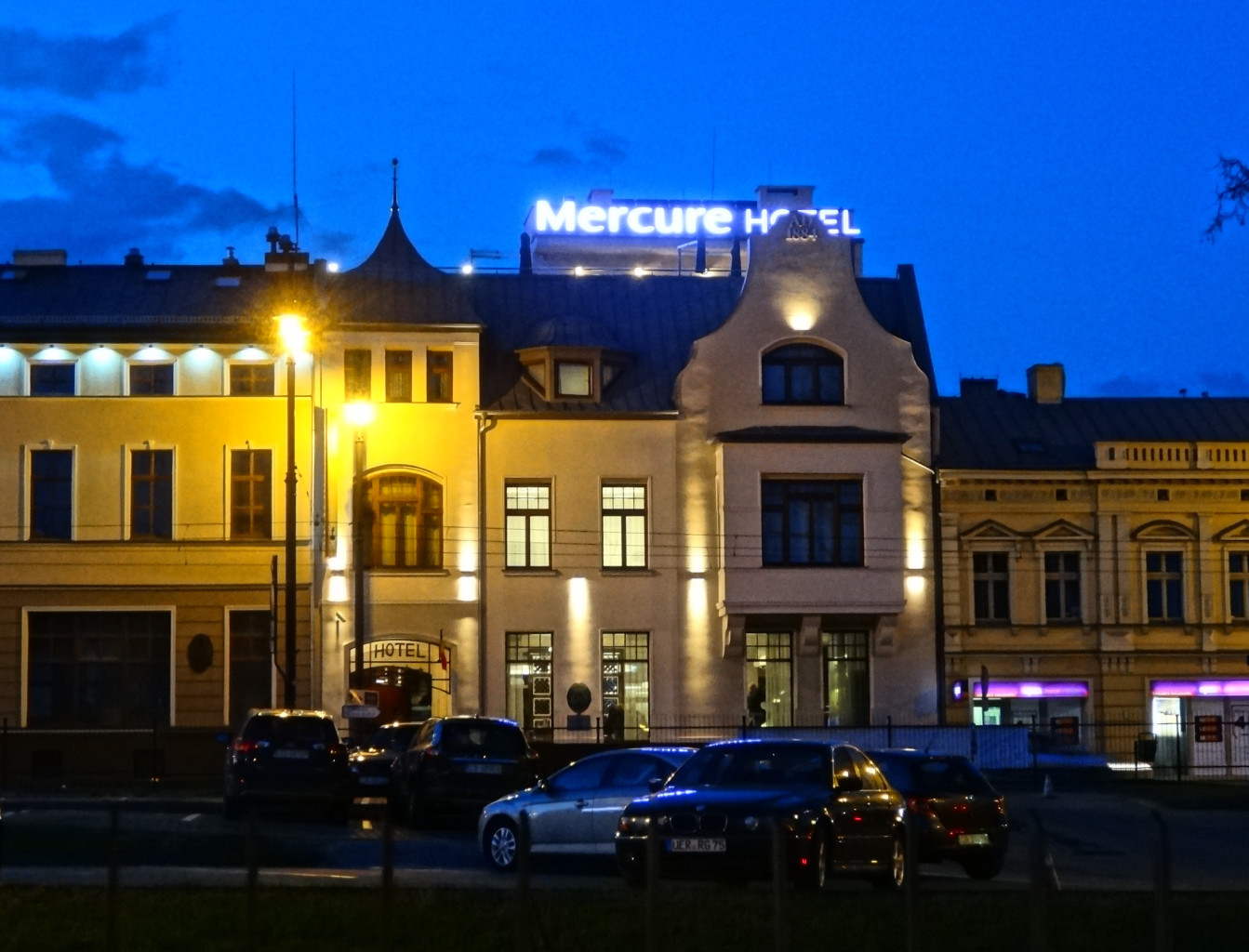
Hotel Mercure Bydgoszcz Sepia

Mercure – międzynarodowa sieć hotelowa należąca do Accor. Pod marką tą występują hotele średniego segmentu ***/****, położone w centrach miast, jak również w miejscowościach wypoczynkowych nad morzem lub w górach.

## Hotele Mercure w Polsce
Do sieci w Polsce należą następujące hotele, w większości zarządzane przez Orbis:
- Białystok – Mercure Białystok
- Bydgoszcz – Mercure Bydgoszcz Sepia
- Cieszyn – Mercure Cieszyn (dawny hotel Orbis Halny)
- Częstochowa – Mercure Częstochowa Centrum (dawny hotel Orbis Patria)
- Dosłońce – Mercure Racławice Dosłońce Conference & Spa
- Gdańsk – Mercure Gdańsk Posejdon (dawny hotel Orbis Posejdon)
- Gdańsk – Mercure Gdańsk Stare Miasto (dawny hotel Orbis Hevelius)
- Gdynia – Mercure Gdynia Centrum (dawny hotel Orbis Gdynia)
- Jelenia Góra – Mercure Jelenia Góra (dawny hotel Orbis Jelenia Góra)
- Karpacz – Mercure Karpacz Skalny (dawny hotel Orbis Skalny)
- Katowice – Mercure Katowice Centrum
- Kraków – Mercure Kraków Stare Miasto
- Kraków – Mercure Kraków Fabryczna City
- Krynica-Zdrój – Mercure Krynica Zdrój Resort & Spa
- Lublin – Mercure Lublin Centrum (dawny hotel Orbis Unia)
- Majdan – Mercure Wiązowna Brant
- Opole – Mercure Opole
- Poznań – Mercure Poznań Centrum (dawny hotel Orbis Merkury)
- Szczyrk – Mercure Szczyrk Resort
- Toruń – Mercure Toruń Centrum (dawny hotel Orbis Helios)
- Warszawa – Mercure Warszawa Centrum (dawny hotel Holiday Inn Warszawa)
- Warszawa – Mercure Warszawa Grand (dawny hotel Orbis Grand)
- Warszawa – Mercure Warszawa Airport
- Warszawa – Mercure Warszawa Ursus Station
- Wrocław – Mercure Wrocław Centrum

## Dawne hotele Mercure w Polsce
- Piotrków Trybunalski – Mercure Vestil Piotrków Trybunalski (obecnie hotel Vestil Piotrków Trybunalski)
- Szklarska Poręba – Mercure Szklarska Poręba (obecnie hotel Bergo Resort & Spa)
- Zakopane – Mercure Zakopane Kasprowy (dawniej hotel Orbis Kasprowy, obecnie hotel Bachleda Kasprowy)